# Eusarca subochrearia
Eusarca subochrearia là một loài bướm đêm trong họ Geometridae.